# Meridiano 4 W
O meridiano 4 W é um meridiano que, partindo do Polo Norte, atravessa o Oceano Ártico, Oceano Atlântico, Irlanda, África, Oceano Antártico, Antártida e chega ao Polo Sul. Forma um círculo máximo com o meridiano 176 E.
Começando no Polo Norte, o meridiano 4º Oeste tem os seguintes cruzamentos:
| País, território ou mar | Notas                                           |
| ----------------------- | ----------------------------------------------- |
| Oceano Ártico           |                                                 |
| Oceano Atlântico        |                                                 |
| Reino Unido             | Escócia                                         |
| Mar do Norte            | Dornoch Firth                                   |
| Reino Unido             | Escócia                                         |
| Mar do Norte            | Moray Firth                                     |
| Reino Unido             | Escócia - passa a leste de Glasgow              |
| Mar da Irlanda          |                                                 |
| Reino Unido             | País de Gales - passa a oeste de Swansea        |
| Canal de Bristol        |                                                 |
| Reino Unido             | Inglaterra - passa a leste de Plymouth          |
| Oceano Atlântico        | Canal da Mancha                                 |
| França                  |                                                 |
| Oceano Atlântico        | Golfo da Biscaia                                |
| Espanha                 |                                                 |
| Mar Mediterrâneo        | Mar de Alborão                                  |
| Marrocos                |                                                 |
| Argélia                 |                                                 |
| Mali                    |                                                 |
| Burquina Fasso          |                                                 |
| Costa do Marfim         | Passa a leste de Abidjan                        |
| Oceano Atlântico        |                                                 |
| Oceano Antártico        |                                                 |
| Antártida               | Terra da Rainha Maud, reivindicada pela Noruega |